# Machimus annulipes
Machimus annulipes là một loài ruồi trong họ Asilidae. Machimus annulipes được Brullé miêu tả năm 1832.